# 祜錫祿
宗室祜錫祿（1654年—1698年），愛新覺羅氏，清朝政治人物。
順治十三年（1656年），封爵三等鎮國將軍。康熙三十四年（1695年）十月，因曠職革退鎭國將軍。三十七年（1698年）八月十九日卒，年四十五歲。有五子。

## 家族
- 祖父：清太祖
- 父：巴布泰
- 子：富良
- 孫：尼雅翰、舒圖、斐新、哈富喀